# Baťovy domky
Baťovy domky jsou typickým druhem obytné stavby ve Zlíně a baťovských satelitech.

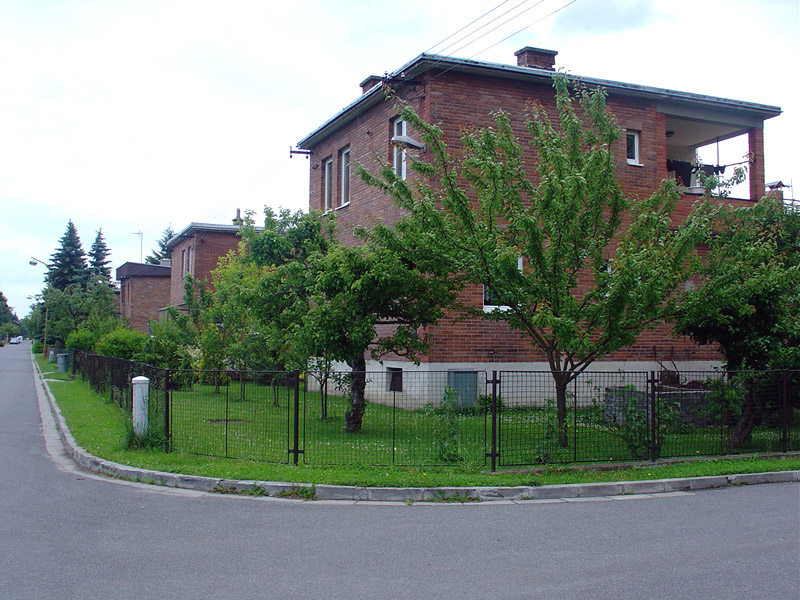
Jeden z baťovských domků.

V počátcích rozvoje firmy ve Zlíně zkoušel Tomáš Baťa stavět čtyřdomky s valbovou střechou. Později však přešel k jednoduchému typu stavby z červených cihel s betonovou podezdívkou, a to pro čtyři, dvě či jednu rodinu (čtyřdomky, půldomky či jednodomky). Traduje se, že každý zaměstnanec dostal při nástupu do firmy čtyři klíče a mohl si vybrat ubytování. 
Pro typický vzhled domků se baťovským čtvrtím přezdívalo "Amerika ve Zlíně".

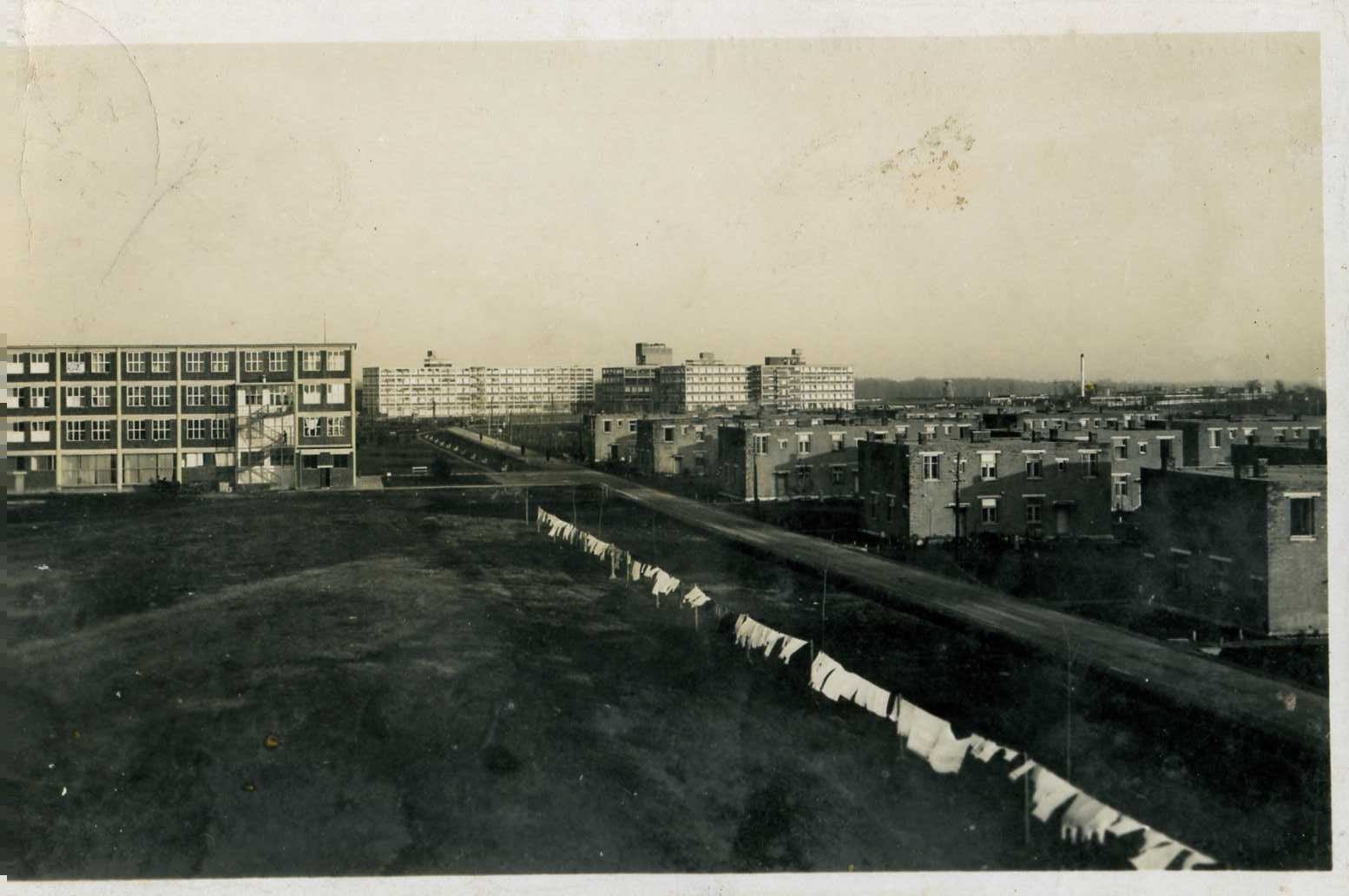
Borovo (Chorvatsko), snímek města se zástavbou domků

Tento tehdejší způsob ubytování zaměstnanců byl revoluční. Každý domek měl tekoucí vodu, přívod elektřiny a sklípek na uhlí (čtyřdomky zpočátku se samostatným shozem uhlí, tato malá dvířka jsou stále na některých patrná po zazdění, jinde byla zachována).
Další baťovské domky s jistými úpravami vznikaly i v baťovských satelitech.
V různých místech byly zkoušeny i prototypy. Některé z nich obsahovaly i přízemní prodejnu s oteviratelným výkladem přímo na ulici. Produktem architektonické soutěže je zlínská vzorová kolonie rodinných domů U Lomu.
Pro úpravu domků existovala nejprve přísná nařízení (v exteriéru bylo například zakázáno stavět ploty, ale i kůlny a králíkárny), dnes doznávají mnohých způsobů rekonstrukce.
Do baťovské architektury bývají řazeny i vily ve zlínské čtvrti Nivy. Některé z nich projektoval František Lydie Gahura, jiné například Zdeněk Plesník.

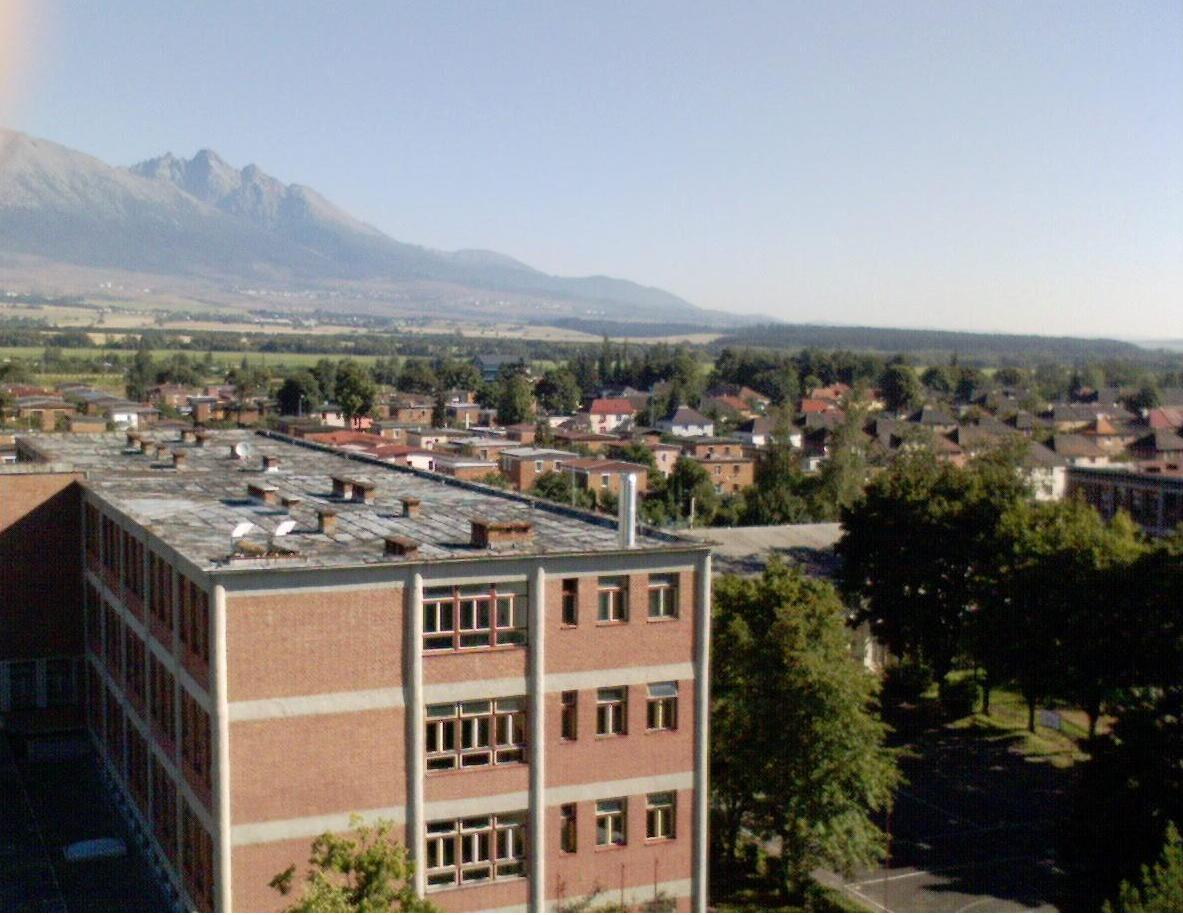
Letecký pohled na Svit (Slovensko) s typickou zástavbou
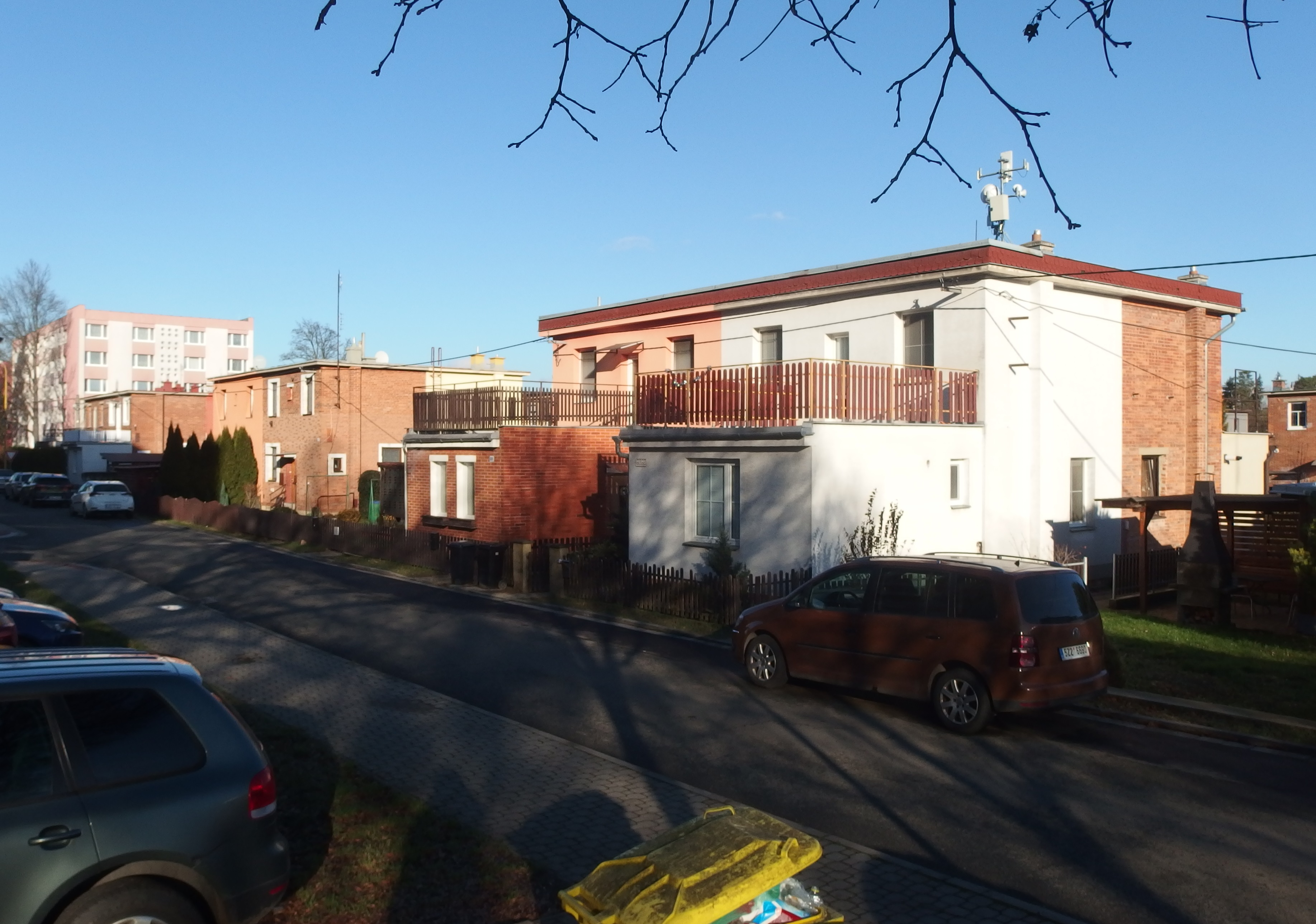
Tzv. finské domky v Otrokovicích